# C/2019 U6 (LEMMON)
C/2019 U6 (Lemmon), ou Cometa Lemmon é um cometa de longo período descoberto pelos observadores R. A. Kowalski e T. A. Pruyne do Mount Lemmon Survey porém como um asteróide de magnitude 20,5 em 31 de outubro de 2019. No entanto, já a partir de dezembro de 2019 diversos observadores identificaram características cometárias, seja pela presença de uma coma bem como de uma pequena cauda desse objeto.
Ele fez sua aproximação mais próxima do sol em 18 de junho de 2020. Em junho de 2020, ele era visível a olho nu com uma magnitude aparente de 6,0. Foi o terceiro cometa visto a olho nu mais brilhante de 2020 depois de C/2020 F3 (NEOWISE) e C/2020 F8 (SWAN). Permaneceu visível perto do limite a olho nu em junho.

## Observação
Embora C/2019 U6 tenha um MOID da Terra de 0,0288 UA (4,31 milhões de km; 11,2 LD), a abordagem mais próxima da Terra foi em 29 de junho de 2020 a uma distância de 0,82 UA (123 milhões de km; 320 LD).